# スペンサー・パットン
スペンサー・バーデット・パットン（Spencer Burdette Patton, 1988年2月20日 - ）は、アメリカ合衆国イリノイ州アーバナ出身の元プロ野球選手（投手）。右投右打。愛称は将軍（後述）。
6歳下の弟のジョー・パットンも元プロ野球選手で、現役時代にはロサンゼルス・エンゼルス傘下のマイナーリーグ球団に所属していた。

## 経歴

### プロ入りとロイヤルズ傘下時代
2011年のMLBドラフト24巡目（全体726位）でカンザスシティ・ロイヤルズから指名され、6月12日に契約。この年は傘下のパイオニアリーグのルーキー級アイダホフォールズ・チュカーズでプロデビューし、19試合（先発2試合）に登板して3勝1敗2セーブ、防御率3.40、56奪三振を記録した。
2012年もルーキー級アイダホフォールズでプレーし、16試合（先発8試合）に登板して0勝7敗、防御率6.32、84奪三振を記録した。
2013年はまずA+級ウィルミントン・ブルーロックスでプレーし、25試合（先発2試合）に登板して5勝2敗2セーブ、防御率1.96、76奪三振を記録した。7月にAA級ノースウエストアーカンソー・ナチュラルズへ昇格した。AA級ノースウエストアーカンソーでは12試合に登板して防御率1.50であった。
2014年はAAA級オマハ・ストームチェイサーズでプレーし、34試合に登板して4勝3敗14セーブ、防御率4.08、60奪三振を記録した。

### レンジャーズ時代
2014年7月16日にジェイソン・フレイザーとのトレードで、テキサス・レンジャーズへ移籍した。移籍後は傘下のAAA級ラウンドロック・エクスプレスでプレーし、15試合に登板して1勝1敗4セーブ、防御率3.38、25奪三振を記録した。9月4日にレンジャーズとメジャー契約を結んでアクティブ・ロースター入りし、同日のシアトル・マリナーズ戦でメジャーデビュー。8点ビハインドの4回表から登板し、2回を無安打無失点に抑えた。その後は好投を続け、シーズン最終登板となった9月27日のオークランド・アスレチックス戦では、1点リードの7回から登板し、1回を1安打無失点に抑え、直後の7回裏にレンジャーズが3点リードとなる2点を得点したが、8回表にニール・コッツが2失点したため、勝利投手の権利がパットンに移り、メジャー初勝利を挙げた。この年メジャーでは9試合に登板して1勝0敗、防御率0.96、8奪三振を記録した。

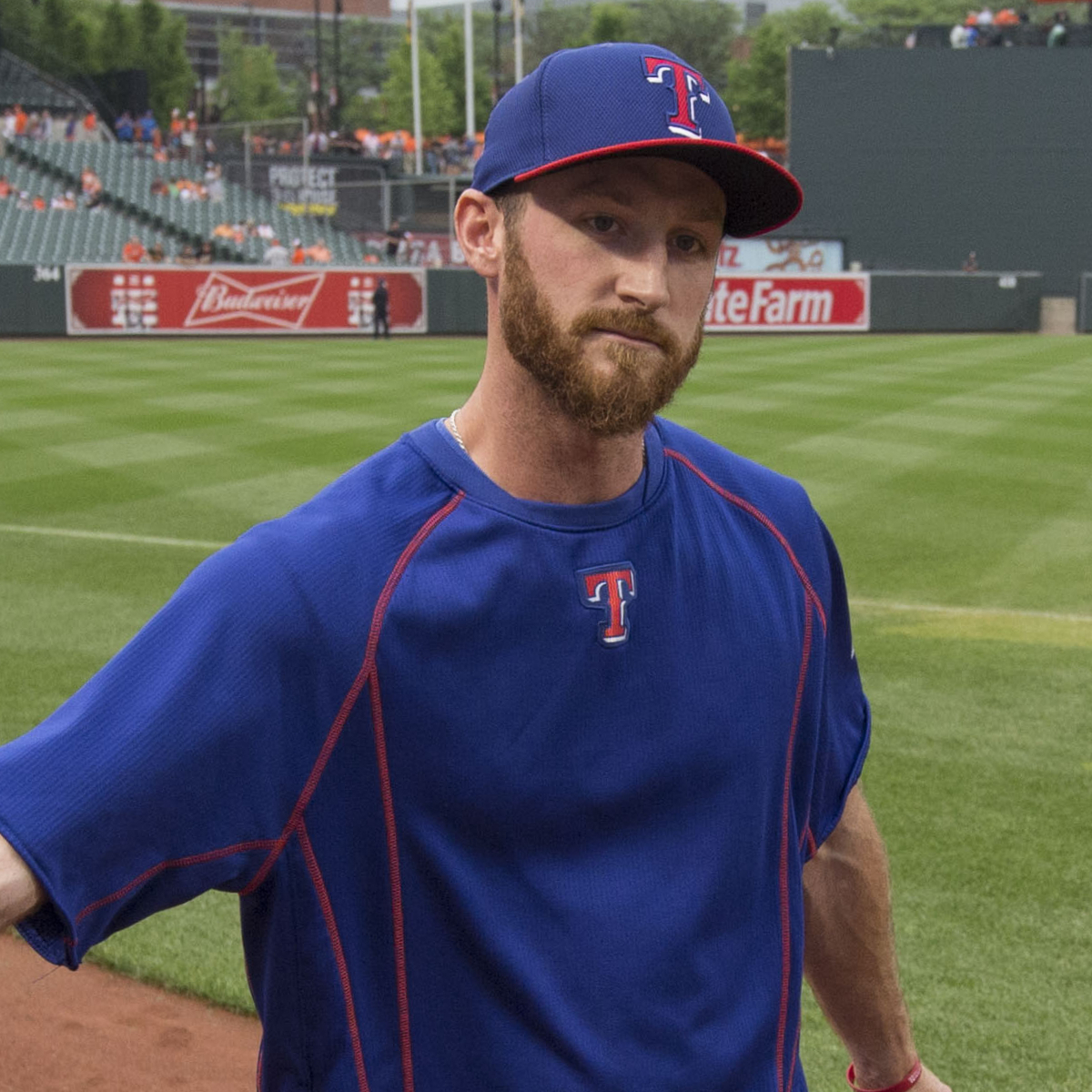
テキサス・レンジャーズ時代
（2015年7月2日）

2015年は出番が激増し、27試合に登板したが防御率9.00と打ち込まれた。一方で24回で28奪三振を記録した。

### カブス時代
2015年11月20日にフランディー・デラロサとのトレードで、シカゴ・カブスへ移籍した。
2016年は全般的に前年と比べて出番こそ減ったが、防御率は5.48と改善した。オフの11月17日にDFAとなり、23日にFAとなった。

### 横浜DeNA時代

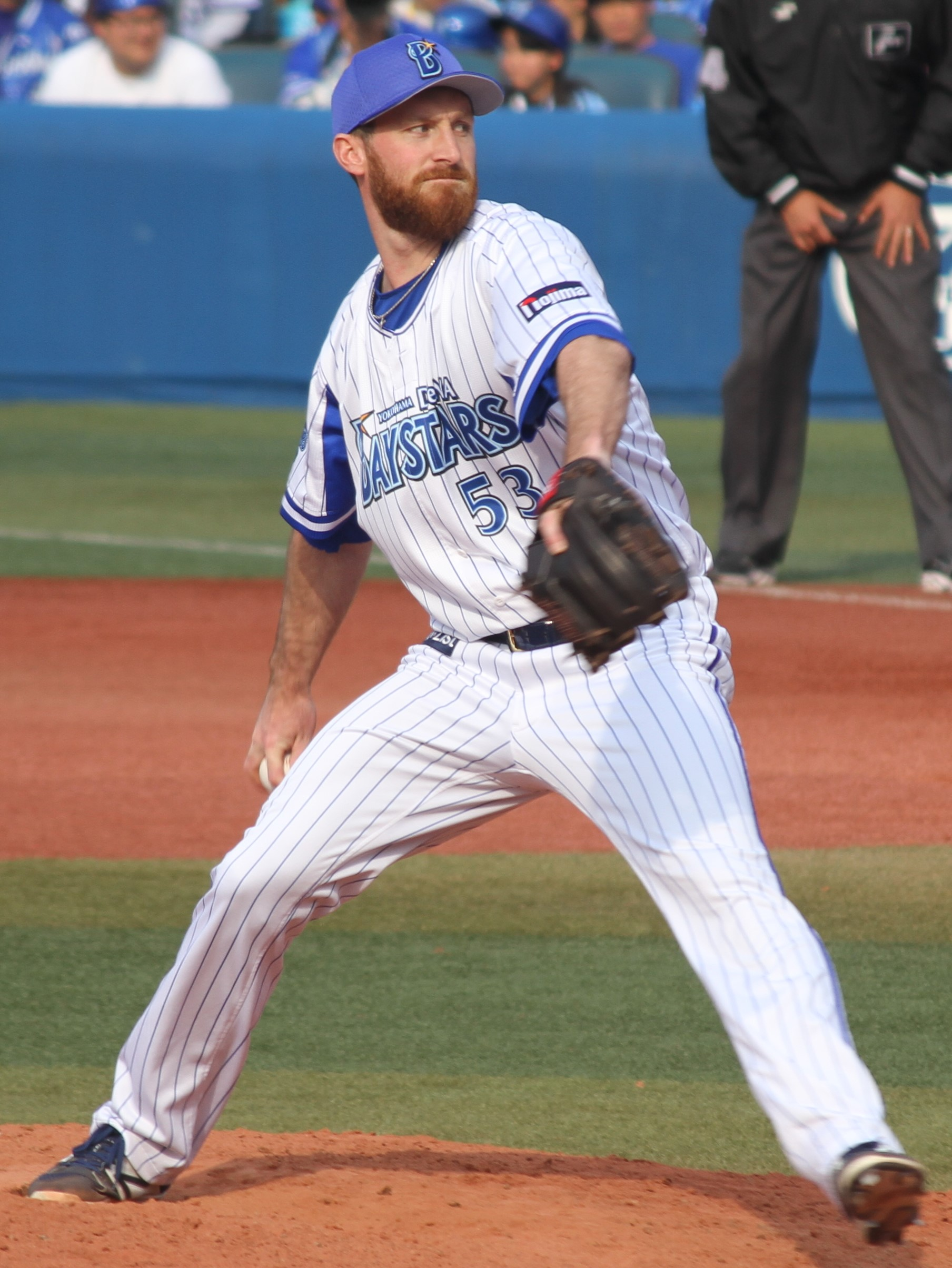
横浜DeNAベイスターズ時代
(2017年3月20日 横浜スタジアムにて)

2016年11月23日に横浜DeNAベイスターズがパットンと1年契約を結んだことを発表した。推定年俸は9000万円で、背番号は53。
2017年4月1日にNPB初出場した。レギュラーシーズンの開幕から、三上朋也や砂田毅樹と共に概ねセットアッパーとして起用された。一軍公式戦では、砂田に並ぶチーム2位の62試合に登板すると、三上に次ぐチーム2位の31ホールドポイント（4救援勝利27ホールド）を記録した。その一方で、抑えの山﨑康晃が不調だった4月中旬からは、1か月にわたって山崎と役割を交代。抑えとして7セーブを挙げたが、セーブが付く局面での登板で5度にわたって救援失敗を犯すなど、セットアッパーを務めていた時期とは打って変わって不安定な投球が続いた。その間に山崎がセットアッパーとして15登板試合続けて無失点で凌いだこともあって、5月下旬からはセットアッパーへ復帰した。復帰後は、山崎と共に本来の持ち場で投球内容を安定させたことによって、チームの2年連続クライマックスシリーズ（CS）進出に大きく貢献した。ポストシーズンでは、アレックス・ラミレス監督による小刻みな継投策の下で、ワンポイント・リリーフやショート・リリーフに起用された。CS全体で8試合中6試合、福岡ソフトバンクホークスとの日本シリーズで6試合中5試合に登板した。10月29日の日本シリーズ第2戦（福岡ヤフオク!ドーム）では倉本寿彦の失策もあって1点を失い敗戦投手になったものの、ポストシーズンを通じて自責点0を維持。日本シリーズ終了3日後の11月8日には、翌年もチームに残留することが球団から発表された。1年契約で、推定年俸は1億3000万円。
2018年には、前年に続いてセットアッパーとして活躍した。一軍公式戦58試合の登板で、5勝1敗33ホールド、防御率2.57を記録した。その一方で、9月14日に登板した対巨人戦（横浜スタジアム）の8回表には「この年から導入されたリクエスト制度によるリプレー検証の結果に異議を唱えた」としてNPB移籍後初めての退場処分を受けた（詳細後述）。シーズン終了後に、球団との間で新たに2年契約を締結。
2019年には、セットアッパーとしてレギュラーシーズンの開幕を迎えながら、序盤から不安定な投球が続いていた。6月23日の対東北楽天ゴールデンイーグルス戦で救援完了を記録したことによって、NPB一軍公式戦での通算登板数が球団の歴代外国人投手で最も多い146試合に到達。以降の試合でもこの記録を更新していたものの、8月3日の対読売ジャイアンツ戦（いずれも横浜）で一死も取れずに降板を命じられた直後に、ベンチ内に設けられている冷蔵庫のドアを左右の拳で3発殴った。登板中の球審の判定に対する不満が遠因とされているが、この行動によって右手の拳を負傷したため、翌4日に出場選手登録を抹消された。後の診断で第5中手手根関節の脱臼骨折が判明したことから、抹消期間中に母国のアメリカ合衆国で患部の整復手術を受けた（詳細後述）。一軍の公式戦では、42試合の登板で0勝3敗、防御率5.15と精彩を欠きながらも、入団以来3年連続の20ホールドを記録した。レギュラーシーズン中の一軍再合流はならなかったものの、チームのレギュラーシーズン2位で迎えた阪神タイガースとのCSファーストステージ第2戦（10月6日）7回表の救援登板で実戦復帰を果たした。復帰後の登板はこの試合だけで、チームもファーストステージで敗退したが、敗退後の11月18日に球団との間で翌年の契約を締結したことを発表。
2020年には、レギュラーシーズンの開幕からセットアッパーとして起用されていた。その一方で、9月3日の対巨人戦（横浜）ではオープナーとして登板。先発登板はマイナーリーグ時代の2013年以来で、NPBでは一軍公式戦への登板194試合目にして初めてだったが、2回途中で9失点を喫し降板を余儀なくされた。以降の試合でセットアッパーに再び専念すると、16登板試合連続無失点を記録するなど復調。セ・リーグ最多の57試合に登板し、10月27日の対巨人戦（横浜）で、三上朋也に次ぐ球団史上2人目の一軍公式戦通算100ホールドを達成。NPBの外国人投手ではジェフ・ウィリアムスとスコット・マシソンに次ぐ快挙でもあったが、翌年の戦力構想から外れたため、レギュラーシーズン終了後の11月17日に退団が発表された。12月2日付で、NPBから自由契約選手として公示。
パットン自身は、退団の発表後に、現役続行に向けてNPBの他球団やMLBの球団と交渉していることを公表した。2021年に入ってからは、古巣のレンジャーズをはじめ、MLBの6球団がパットンの獲得に動いていた。

### レンジャーズ復帰
2021年2月2日に古巣のレンジャーズとマイナー契約を結び、スプリングトレーニングに招待選手として参加した。レギュラーシーズン開幕後の6月9日にメジャー契約へ移行するとともにアクティブ・ロースターへ登録。クローザーのイアン・ケネディが左太腿の張りを理由に故障者リストへ入ったことに伴う措置で、6月9日のサンフランシスコ・ジャイアンツ戦（グローブライフ・フィールド）9回表に5シーズンぶりのMLB公式戦登板を果たした。この年メジャーでは42試合に登板して2勝2敗2セーブ、防御率3.83、48奪三振を記録した。
2022年6月23日にDFAとなり、25日にマイナー契約となった（5月10日より在籍のAAA級ラウンドロック所属。）。8月16日に自由契約となった。

### アスレチックス時代
2023年4月5日にオークランド・アスレチックスとマイナー契約を結んだ。5月4日にメジャー契約を結びアクティブ・ロースター入りした。メジャーで4試合に中継ぎ登板後の5月13日にDFAとなり、15日にマイナー契約を結んでAAA級ラスベガス・アビエイターズに送られた。8月21日に再びアクティブ・ロースターに登録された。8試合に登板後の9月6日に二度目のDFAとなり、9月8日に再びAAA級ラスベガスに送られた。オフの10月2日にFAとなり退団した。 

### メキシカンリーグ時代
2024年2月28日にリーガ・メヒカーナ・デ・ベイスボル（メキシカンリーグ）のタバスコ・オルメクスと契約した。42試合に登板し、4勝1敗、防御率2.29の成績を残した。オフの10月22日には第3回プレミア12のアメリカ代表に選出され、4年ぶりに来日。スーパーラウンドの日本戦は1回を無失点に抑えたが、台湾戦では1死も取れず5失点で降板し、5試合に登板して防御率9.00という結果に終わった。その後はドミニカ共和国のウィンターリーグであるリーガ・デ・ベイスボル・プロフェシオナル・デ・ラ・レプブリカ・ドミニカーナ（LIDOM）でプレーした。
2025年2月19日、自身のSNS上において現役引退を発表した。

## 投球スタイル
MLB及びMiLBでは救援投手としてスリークォーターから最速95.7mph（約154km/h）、平均92mph（約148km/h）の速球（フォーシーム・ツーシーム）を中心に、決め球である平均83mph（約134km/h）の縦のスライダー、平均83mph（約134km/h）のチェンジアップを使用した。NPBでの速球は最速155km/hを記録している。
MLB通算の奪三振率が9.6と高い反面、通算与四球率も4.6と高い。また、AAA級での通算奪三振率は12.9、通算与四球率は3.5となっている。

## 人物
苗字が同じアメリカの陸軍大将ジョージ・パットンにちなんで、DeNA入団前のMLB時代から「将軍（general）」という愛称で呼ばれている。
シカゴ・カブス時代のチームメイトだった川﨑宗則とは、NPB入りの前に互いに相談するなど親交が深い。パットンがNPBでのプレーを決断したのも、川崎から「君なら成功するだろう」と言われたことが契機になったという。奇しくも、川崎は2017年にカブスからの自由契約を経てソフトバンクへ復帰。パットンもこの年の日本シリーズでソフトバンク戦に登板したが、川崎はレギュラーシーズン中の故障でシリーズの出場登録から外れたため、シリーズでの対決は実現しなかった。
DeNAへの入団後も、リリーフカーが用意されている一軍の公式戦に救援で登板する際には、MLB時代と同じスタイルでブルペンから走って登場。Twitter上に設けた自身のアカウントでは、「#WhereisShogun」のハッシュタグを使用した横浜の場所当てゲームなどを通じて、ファンとの交流を図っていた。
DeNA入団後の2018年9月14日に登板した対巨人戦（横浜スタジアム）の8回表には、岡本和真に投げた球が、バットを振ろうとしていた岡本の手首を直撃した。球審の丹波幸一が死球とみなしたため、DeNA監督のラミレスは、丹波の判定に対してリクエスト（ビデオ判定）を要求。NPBのリクエスト制度は（岡本のような）ハーフスイングの有無や「投球はストライクかボールか」という点でのリプレー検証を認めていないことから、「パットンの投球が死球に当たるかどうか」という一点に絞ってビデオ判定が実施されたが、判定は覆らなかった。パットンは、「岡本は（自分の投球が当たる前に）スイングして（バットを振り切って）いた」としてこの結果に納得せず激高した。責任審判の佐々木昌信に詰め寄ったあげく、自身のグラブを地面に叩き付けたため、丹波から来日後初めての退場処分を受けた。リクエストによるリプレー検証で審判団が下した判定に、選手・監督・コーチが異議を唱えることをNPBが認めていないことによるもので、このような判定に関して退場宣告を受けた選手はパットンが初めてである。
DeNAで2019年のシーズン中に自身の不手際で利き手（右手）の拳を負傷したこと（詳細前述）をめぐっては、野球振興活動に活用する目的で、球団から500万円の罰金を科された。さらに、手術後のリハビリ期間中には、球団による子供たちへの野球振興活動に参加することを求められた。このような経緯から、チームのCSファーストステージ敗退が決まった第3戦の2日後（10月9日）には、「今シーズンのパフォーマンスと、2か月間チームを離れることになってしまった行為をとても悔しく思っている。『人生のあらゆる瞬間は学んで成長する機会である』ということを、今年は大きく感じた」という反省の弁を残してアメリカ合衆国へ帰国した。
アメリカ合衆国の自宅ですき焼きを作る姿を映した動画が妻のTwitterアカウントで公開されるなど、DeNAへの入団前から日本への関心が高く、好きな料理はすき焼きと担々麺。入団4年目の2020年1月に球団のアカウントで公開された動画では、ファンからツイートで寄せられた質問に流暢な日本語で答えているほか、箸を器用に使いながらサラダを食べる姿が映っている。その一方で、COVID-19の感染拡大を受けて日本政府などが緊急事態宣言を発出していた同年4月19日には、「自宅の近所のラーメン料理店で列を成していた」という日本人に向けて自身のアカウントからツイートを発信。この時点でNPBレギュラーシーズンの開幕延期が決まっていたことを背景に、「不要不急」とも取れる上記の行為への疑問を交えながら、「『僕達の野球を今年見たい』と思うなら、どうか、出来る限り家で過ごして下さい」と懇願している。

## 詳細情報

### 年度別投手成績
| 年 度    | 球 団    | 登 板 | 先 発 | 完 投 | 完 封 | 無 四 球 | 勝 利 | 敗 戦 | セ 丨 ブ | ホ 丨 ル ド | 勝 率 | 打 者 | 投 球 回 | 被 安 打 | 被 本 塁 打 | 与 四 球 | 敬 遠 | 与 死 球 | 奪 三 振 | 暴 投 | ボ 丨 ク | 失 点 | 自 責 点 | 防 御 率 | W H I P |
| -------- | -------- | ----- | ----- | ----- | ----- | -------- | ----- | ----- | -------- | ----------- | ----- | ----- | -------- | -------- | ----------- | -------- | ----- | -------- | -------- | ----- | -------- | ----- | -------- | -------- | ------- |
| 2014     | TEX      | 9     | 0     | 0     | 0     | 0        | 1     | 0     | 0        | 3           | 1.000 | 35    | 9.1      | 6        | 0           | 2        | 0     | 0        | 8        | 0     | 0        | 1     | 1        | 0.96     | 0.85    |
| 2015     | TEX      | 27    | 0     | 0     | 0     | 0        | 1     | 1     | 0        | 3           | .500  | 109   | 24.0     | 24       | 5           | 12       | 0     | 4        | 28       | 1     | 0        | 24    | 24       | 9.00     | 1.50    |
| 2016     | CHC      | 16    | 0     | 0     | 0     | 0        | 1     | 1     | 0        | 1           | .500  | 101   | 21.1     | 20       | 3           | 14       | 0     | 1        | 22       | 0     | 0        | 16    | 13       | 5.48     | 1.59    |
| 2017     | DeNA     | 62    | 0     | 0     | 0     | 0        | 4     | 3     | 7        | 27          | .571  | 247   | 60.0     | 50       | 4           | 19       | 3     | 2        | 66       | 2     | 0        | 19    | 18       | 2.70     | 1.15    |
| 2018     | DeNA     | 58    | 0     | 0     | 0     | 0        | 5     | 1     | 0        | 33          | .833  | 235   | 56.0     | 53       | 3           | 16       | 4     | 3        | 67       | 0     | 0        | 16    | 16       | 2.57     | 1.23    |
| 2019     | DeNA     | 42    | 0     | 0     | 0     | 0        | 0     | 3     | 0        | 22          | .000  | 172   | 36.2     | 38       | 4           | 22       | 4     | 3        | 45       | 1     | 0        | 24    | 21       | 5.15     | 1.64    |
| 2020     | DeNA     | 57    | 1     | 0     | 0     | 0        | 3     | 2     | 0        | 19          | .600  | 231   | 53.0     | 52       | 6           | 27       | 3     | 2        | 65       | 0     | 0        | 31    | 29       | 4.92     | 1.49    |
| 2021     | TEX      | 42    | 0     | 0     | 0     | 0        | 2     | 2     | 2        | 11          | .500  | 172   | 42.1     | 36       | 4           | 15       | 0     | 0        | 48       | 1     | 0        | 20    | 18       | 3.83     | 1.21    |
| 2022     | TEX      | 7     | 0     | 0     | 0     | 0        | 0     | 0     | 0        | 1           | .---  | 29    | 7.0      | 4        | 1           | 3        | 0     | 2        | 5        | 1     | 0        | 3     | 3        | 3.86     | 1.00    |
| 2023     | OAK      | 12    | 0     | 0     | 0     | 0        | 0     | 0     | 0        | 3           | .---  | 55    | 12.1     | 13       | 3           | 6        | 0     | 0        | 7        | 0     | 0        | 7     | 7        | 5.11     | 1.54    |
| MLB：6年 | MLB：6年 | 113   | 0     | 0     | 0     | 0        | 5     | 4     | 2        | 22          | .556  | 501   | 116.1    | 103      | 16          | 52       | 0     | 7        | 118      | 3     | 0        | 71    | 66       | 5.11     | 1.33    |
| NPB：4年 | NPB：4年 | 219   | 1     | 0     | 0     | 0        | 12    | 9     | 7        | 101         | .571  | 885   | 205.2    | 193      | 17          | 84       | 14    | 10       | 243      | 3     | 0        | 90    | 84       | 3.68     | 1.35    |

- 各年度の太字はリーグ最高

### 記録
NPB投手記録
- 初登板：2017年4月1日、対東京ヤクルトスワローズ2回戦（明治神宮野球場）、7回裏に3番手で救援登板、1回無失点
- 初奪三振：同上、7回裏に鵜久森淳志から空振り三振
- 初ホールド：2017年4月2日、対東京ヤクルトスワローズ3回戦（明治神宮野球場）、7回裏に3番手で救援登板、2回無失点
- 初勝利：2017年4月6日、対読売ジャイアンツ3回戦（横浜スタジアム）、7回表に2番手で救援登板、1回無失点
- 初セーブ：2017年4月16日、対東京ヤクルトスワローズ6回戦（横浜スタジアム）、9回表に4番手で救援登板、1回無失点
- 初先発登板：2020年9月3日、対読売ジャイアンツ12回戦（東京ドーム）、1回1/3を9失点（自責7）で敗戦投手

NPB打撃記録
- 初打席：2018年9月17日、対阪神タイガース21回戦（横浜スタジアム）、7回裏に藤川球児から三振

NPB節目の記録
- 100ホールド：2020年10月27日、対読売ジャイアンツ21回戦（横浜スタジアム）、7回表に2番手で救援登板・完了、1回無失点 ※史上32人目[22]

球団記録
- 外国人投手として最多登板：219

### 背番号
- 44（2014年 - 2015年）
- 40（2016年 - 同年途中）
- 45（2016年途中 - 同年終了）
- 53（2017年 - 2020年）
- 61（2021年 - 2022年）
- 19（2023年）

### 登場曲
- 「The Hum」Dimitri Vegas & Like Mike vs. Ummet Ozcan（2017年）
- 「Revolution」Diplo（2017年）